# Āngach'a
Āngach'a är ett distrikt i Etiopien. Det ligger i den centrala delen av landet, 210 km sydväst om huvudstaden Addis Abeba.